# Glorfindel
Glorfindel är en noldoralv i böckerna av J.R.R. Tolkien. Namnet betyder "gyllene hår" och antyder att han delvis kan vara av vanyar-härkomst då noldor i regel har mörkt hår.
Han nämns redan i Silmarillion i berättelsen om Gondolins fall där han räddar medlemmar av den kungliga familjen. Glorfindel kämpar mot en balrog och dör tillsammans med denne efter ett fall från Gondolins klippor. Han återvänder som alla sina artfränder till Mandos salar i Valinor. Han får dock möjlighet av valar att genom sin uppoffring återvända till Midgård för att hjälpa till i kampen mot Sauron. Han återkommer samtidigt som istari skickas som hjälp i början av tredje åldern.